# Irene Walther
Irene Erna Johanna Walther (* 23. Januar 1919 in Berlin-Neukölln; † 18. August 1942 in der Strafanstalt Plötzensee, Berlin) war eine deutsche Widerstandskämpferin gegen den Nationalsozialismus und Kommunistin.

## Leben und Tätigkeit
Irene Walther wurde 1919 als einzige Tochter des Feinmechanikers Friedrich („Fritz“) Hermann Walther und der Artistin Erna Lerche geboren. Ihre Eltern heirateten erst im November 1921.
In den 1930er Jahren arbeitete Walther als Sekretärin in der Rohrfabrik Butzke & Co. in Kreuzberg. Dort lernte sie Heinz Birnbaum kennen und lieben. Er hatte sich 1934 dem Jugendverband der KPD, dem KJVD, angeschlossen und er überzeugte Walther von seiner Weltsicht. Somit trat sie 1936 aus dem Bund Deutscher Mädel aus und trat der illegalen KPD bei. Außerdem war Birnbaum mit dem Kommunisten Herbert Baum befreundet und so wurde auch Walther in dessen Gruppe aufgenommen.
Als ein Zeichen des Widerstandes gegen die Hetzausstellung „Das Sowjetparadies“ im Berliner Lustgarten verübte die Baum-Gruppe am 18. Mai 1942 einen Brand- und Sprengstoffanschlag, bei dem auch Walther eine kleine Rolle spielte. Wenige Tage später wurde die Gruppe aufgedeckt und viele der am Anschlag Beteiligten wurden verhaftet. So auch Irene Walther. Sie wurde als Gewaltverbrecherin vom Berliner Sondergericht V zum Tode verurteilt und am 18. August 1942 unter dem Fallbeil im Strafgefängnis Berlin-Plötzensee hingerichtet.
Da zu Kriegsende keine Familienmitglieder mehr am Leben waren – Irene Walthers Mutter war bereits 1940 verstorben, ihr Vater starb 1945, die Großeltern väterlicherseits lebten ebenfalls nicht mehr –, wurden keine Briefe oder Fotos von ihr veröffentlicht bzw. konnte niemand über sie berichten. Sogar die Prozessunterlagen des Sondergerichts sind verschollen.

## Gedenkstein

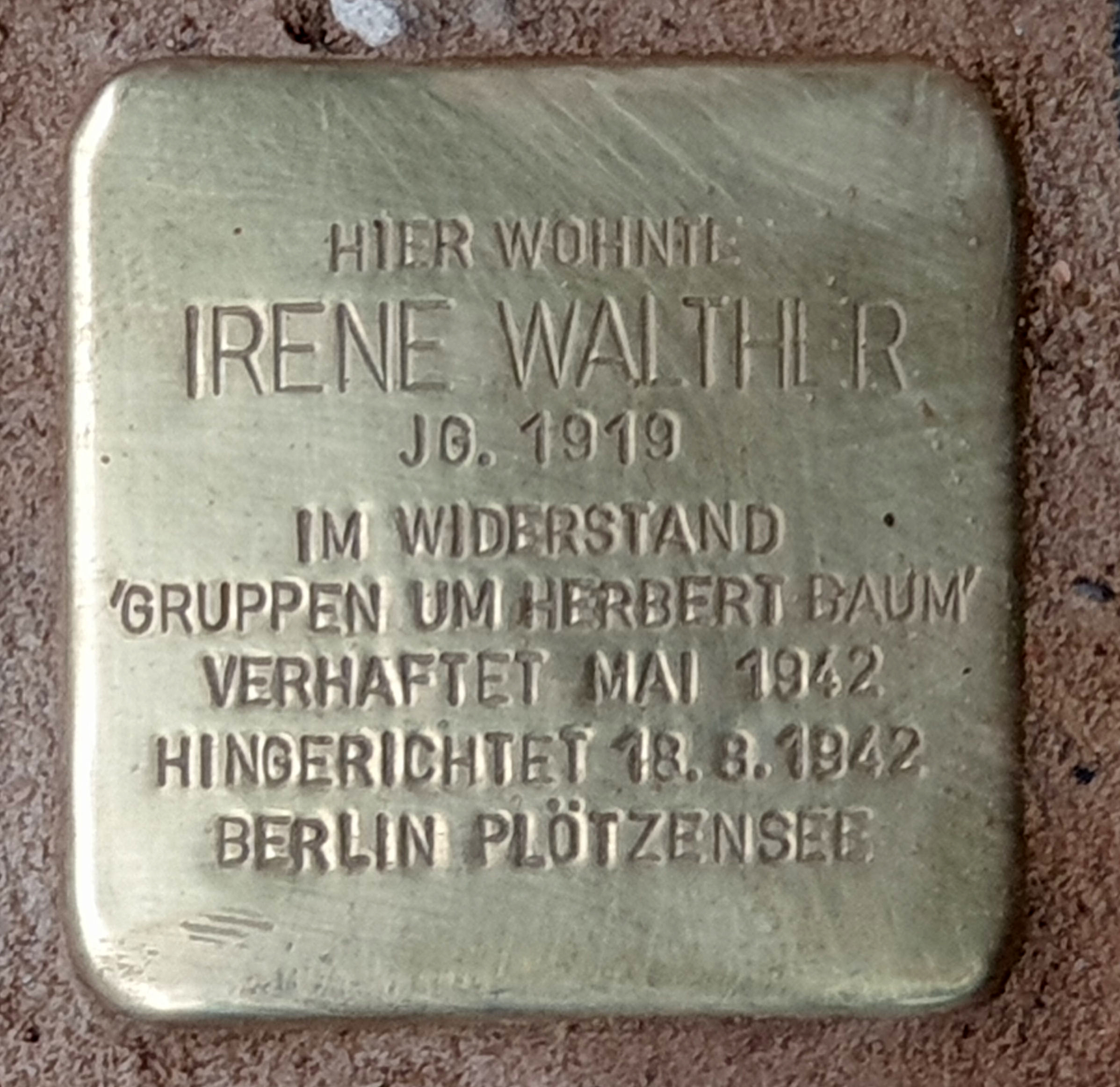
Stolperstein für Irene Walther in der Waitzstraße 12, Berlin-Charlottenburg

Am 6. Oktober 2021 wurde vor Walthers ehemaligem Wohnhaus in der Waitzstraße 12, Berlin-Charlottenburg, ein Stolperstein verlegt.